# Kaze no La La La
Kaze no La La La (jap. 風のららら Kaze no ra ra ra) – siedemnasty singel japońskiej piosenkarki Mai Kuraki, wydany 28 maja 2003 roku. Utwór tytułowy został wykorzystany jako 12 opening (odc. 306–332) anime Detektyw Conan. Singel osiągnął 3 pozycję w rankingu Oricon i pozostał na liście przez 9 tygodni, sprzedał się w nakładzie 96 198 egzemplarzy. Singel zdobył status złotej płyty.

## Lista utworów
| Nr | Tytuł                                                    | Słowa      | Kompozycja        | Aranżacja         | Czas |
| -- | -------------------------------------------------------- | ---------- | ----------------- | ----------------- | ---- |
| 1. | "Kaze no La La La" (jap. 風のららら)                     | Mai Kuraki | Michiya Haruhata  | Cybersound        | 4:23 |
| 2. | "gonna keep on tryin' "                                  | Mai Kuraki | YOKO Black. Stone | YOKO Black. Stone | 4:43 |
| 3. | "Kaze no La La La" (jap. 風のららら) -TV on air version- | Mai Kuraki | Michiya Haruhata  | Satoru Kobayashi  | 2:19 |
| 4. | "Kaze no La La La" (jap. 風のららら) -feel the wind mix- | Mai Kuraki | Michiya Haruhata  | Cybersound        | 5:27 |
| 5. | "Kaze no La La La" (jap. 風のららら) -Instrumental-      |            | Michiya Haruhata  | Cybersound        | 4:23 |

## Notowania
| Lista                       | Pozycja |
| --------------------------- | ------- |
| Oricon Weekly Singles Chart | 3       |
| Oricon Yearly Singles Chart | 110     |